# Юстына, Станислав Александрович
Станислав Александрович Юстына ( 20 марта 1859  — 22 октября 1932) —  крестьянин, депутат Государственной думы Российской империи II созыва от Петроковской губернии.

## Биография
Крестьянин деревни Жарновица. Родился в семье Александра (1831—1915) и Францишки урождённой Шост (Szost) (1833—?). Окончил начальное училище, много занимался самообразованием. Печатал статьи в польской газете  «Праздничная газета». Занимался земледелием на собственной земле площадью 16 десятин.
Был избран выборщиком в Государственную думу I созыва, но для того, чтобы стать депутатом не набрал достаточного количества голосов.
6 февраля 1907 года был избран в Государственную думу II созыва от общего состава выборщиков Петроковского губернского избирательного собрания. Вошёл в состав Польского коло.  В комиссиях Думы не состоял, в прениях на думской трибуне не участвовал.
Снова участвовал в выборах в Государственную думу III созыва, но избран не был.
После разгона 2-й Государственной Думы служил в различных государственных и хозяйственных польских организациях. Пропагандировал новые приёмы огородничества и совершенствования сельскохозяйственного производства. Был членом Правления Сберегательной кассы в Волбоже.
Автор воспоминаний, которые пока не опубликованы.

## Семья
- Жена — Марианна урождённая Венгжиновская (Węgrzynowska) (?—1903)[1]
  - Сын — Болеслав (3.05.1880—?)[1]
  - Дочь — Романа в замужестве Шперна (Szperna) (15.02.1883—?)[1]
  - Сын — Ян (26.06.1887—?)[1]
  - Сын — Винценты (1890—?)[1]
  - Дочь — Станислава в замужестве Самборская (1892—?)[1]
  - Сын — Еустахиуш (Eustachiusz) (1895—1941)[1]

### Рекомендуемые источники
- Brzoza Cz., Stepan K. Poslowie polscy w Parlamente Rosyjskim, 1906—1917: Slownik biograficzny. Warszawa, 2001.

### Архивы
- Российский государственный исторический архив. Фонд 1278. Опись 1 (2-й созыв). Дело 515; Дело 559. Лист 6.